# Тысяча верст
«Тысяча верст» — российская группа из Москвы, исполняющая фолк-метал с чистым женским вокалом, созданная в 2021 году.

## История группы
21 января 2022 года вышел дебютный мини-альбом «Дорогой легенд», состоящий из 5 песен.
27 мая 2022 года вышел сингл «Проклятье песка».
14 октября 2022 года группа выпустила макси-сингл «Дикая река».
11 февраля 2023 года «Тысяча верст» сыграла свой дебютный концерт на фестивале Fort Rock Fest 2023 вместе с такими группами, как «Колизей» и «Марко Поло».
24 марта 2023 года вышел макси-сингл с одноимённым названием «Тысяча верст».
14 июля 2023 года был опубликован макси-сингл «Мир грёз».
27 октября 2023 года вышел сингл «Дотянуться до звёзд».
6 сентября 2024 года группа выпустила мини-альбом «В этом Королевстве», состоящий из 4 песен.

## Музыкальный стиль
На первых релизах рецензентами отмечается, что группа играет фолк-метал, пауер-метал, хеви-метал с экспериментами и олдскульным почерком.
Ко второму мини-альбому «В этом Королевстве» группа смягчила звучание и находится на стыке фолк-метала и фолк-рока.

## Участники группы
- Анастасия Грабенко — вокал (с 2021 г.)
- Роман Скворченков — вокал, бас-гитара (с 2021 г.)
- Константин Карпинский — гитары (с 2021 г.)
- Андрей Андреев — ударные (с 2023 г.)

## Дискография

### Мини-альбомы
1. Дорогой легенд (2022 г.)
2. В этом Королевстве (2024 г.)

### Синглы
1. Проклятье песка (2022 г.)
2. Дикая река (2022 г.)
3. Тысяча верст (2023 г.)
4. Мир грёз (2023 г.)
5. Дотянуться до звёзд (2023 г.)

## Интервью
- Интервью. ТЫСЯЧА ВЕРСТ Power-путешествий и Heavy-легенд mastersland.org (09 мая 2022)